# Lucius Valerius Messalla Thrasea Paetus
Lucius Valerius Poblicola Messalla Helvidius Thrasea Priscus Minucius Natalis  (fl. 196, d. aut. 212) était un homme politique de l'Empire romain.

## Vie
Fils de Lucius Valerius Messalla Thrasea Poblicola Helvidius Priscus et d'une Minucia.
Il était consul en 196.
Il s'est marié avec Coelia Balbina, tante de Decimus Caelius Calvinus Balbinus et soeur de Marcus Aquilius Coelius Apollinaris. Ils furent les parents de Lucius Valerius Messalla Apollinaris.